# Gerano
Gerano is een gemeente in de Italiaanse provincie Rome (regio Latium) en telt 1197 inwoners (31-12-2004). De oppervlakte bedraagt 10,1 km², de bevolkingsdichtheid is 120 inwoners per km².

## Demografie
Gerano telt ongeveer 515 huishoudens. Het aantal inwoners steeg in de periode 1991-2001 met 6,0% volgens cijfers uit de tienjaarlijkse volkstellingen van ISTAT.
| Jaar | Inwoneraantal |
| ---- | ------------- |
| 1991 | 1133          |
| 2001 | 1201          |

## Geografie
De gemeente ligt op ongeveer 502 m boven zeeniveau.
Gerano grenst aan de volgende gemeenten: Bellegra, Canterano, Cerreto Laziale, Pisoniano, Rocca Canterano, Rocca Santo Stefano.

## Externe link

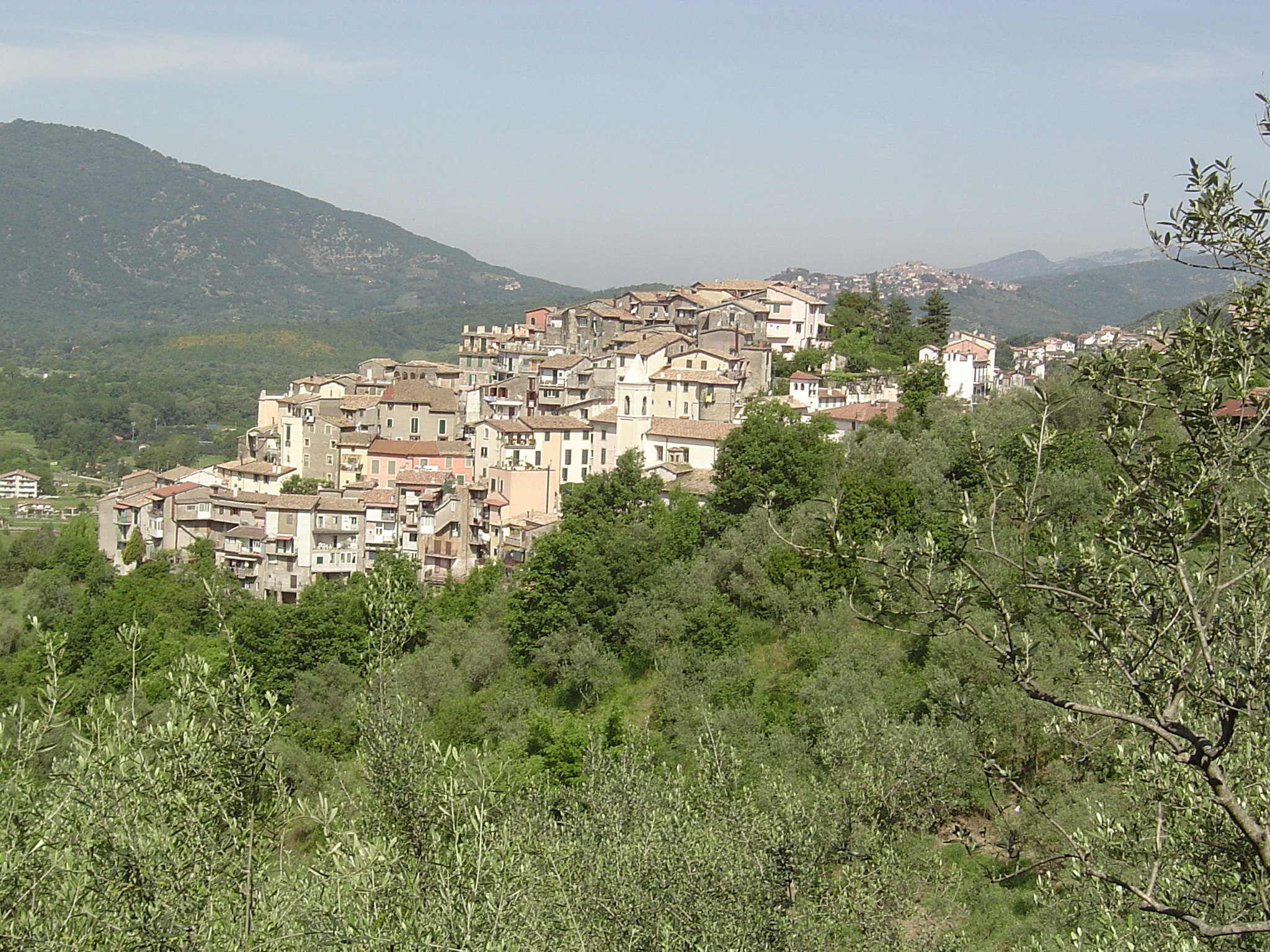
zicht op Gerano